# Cornelio Sommaruga
Cornelio Sommaruga (Roma, 29 dicembre 1932 – Ginevra, 18 febbraio 2024) è stato un diplomatico e funzionario svizzero.

## Biografia

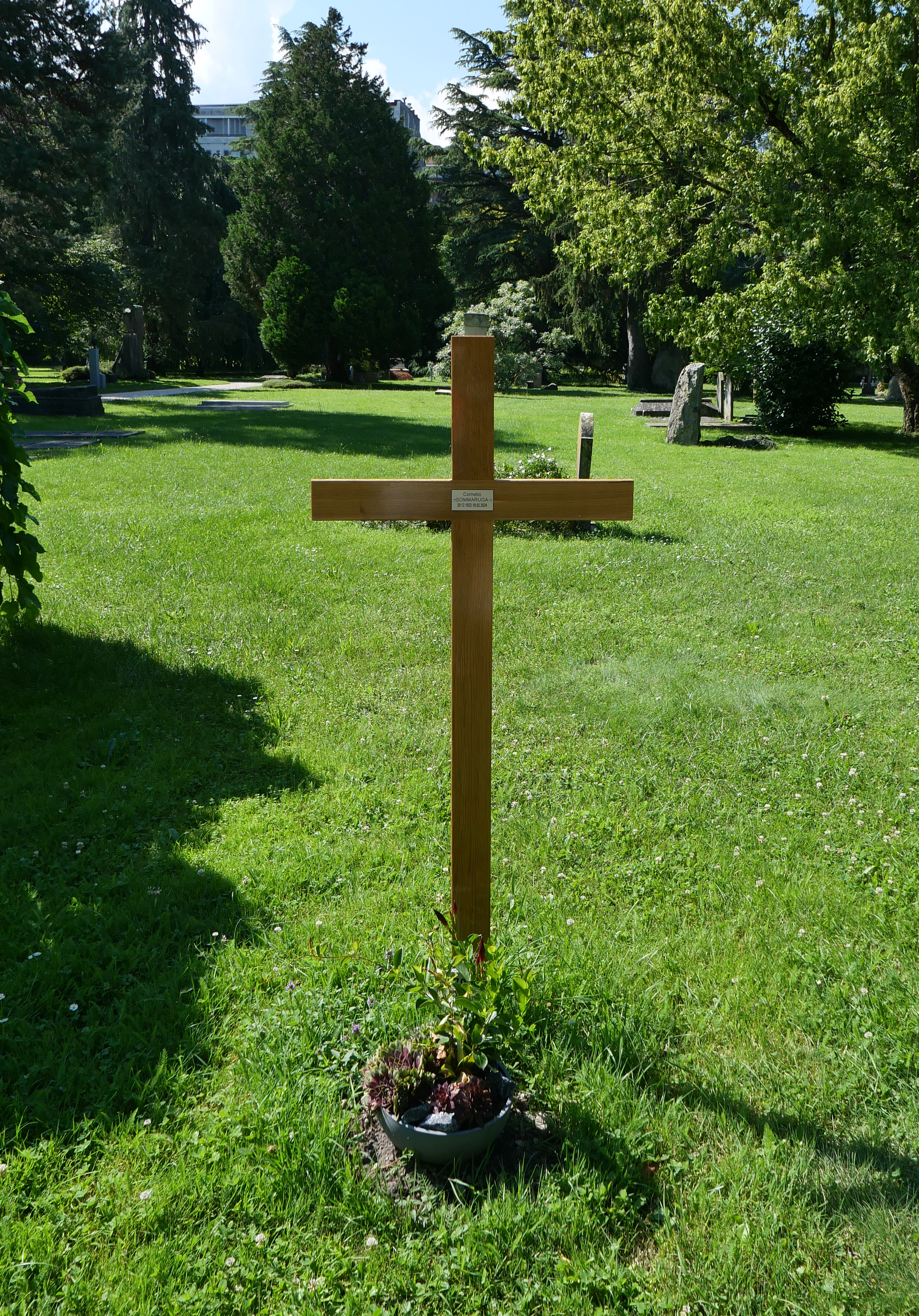
La tomba nel luglio 2024.

Nato a Roma il 29 dicembre 1932, studiò all'Università di Zurigo, conseguendovi laurea e dottorato. 
Dal 1957 al 1959 lavorò nel settore bancario a Zurigo. Nel 1960 entrò nel corpo diplomatico svizzero. Dal 1960 al 1973 ricoprì vari incarichi a L'Aia, a Colonia, a Roma e infine a Ginevra, dove operò presso l'Associazione europea di libero scambio (AELS), la Conferenza sul commercio e lo sviluppo (UNCTAD), l'Accordo generale sulle tariffe doganali e sul commercio (GATT) e la Commissione economica per l'Europa delle Nazioni Unite (UN/ECE), periodo durante il quale emersero le sue capacità di diplomatico e negoziatore. Dal 1973 al 1975 fu sottosegretario generale dell'AELS a Ginevra.
Dal 1976 al 1983 fu membro della direzione dell'Ufficio federale dell'economia estera a Berna, prima come ministro plenipotenziario, poi dal 1977 come ambasciatore e dal 1980 come ambasciatore delegato agli accordi commerciali. Dal 1984 al 1987 fu Segretario di Stato per gli Affari Economici Esteri. Dal 1987 al 1999 fu presidente del Comitato Internazionale della Croce Rossa (CICR). Mantenne la neutralità del CICR pur allacciando stretti legami con tutti i governi degli Stati firmatari della Convenzione di Ginevra. Durante il mandato ebbe modo di stigmatizzare omissioni ed errori del CICR negli anni della seconda guerra mondiale.
Cornelio Sommaruga morì a Ginevra il 18 febbraio 2024 all'età di 91 anni. Fu sepolto nel Cimetière des Rois, considerato il Panthéon di Ginevra.

## Vita privata
Cattolico osservante, si sposò nel 1957 con Ornella Marzorati. Dal matrimonio nacquero sei figli, tra cui Carlo Sommaruga, avvocato e politico.